# Калаи-Лябиобский район
Калаи-Лябиобский район (тадж. ноҳияи Қалъаи Лабиоб) — административно-территориальная единица в составе Таджикской ССР, Гармского округа и Гармской области, существовавшая в 1936—1949 годах. Площадь района по данным 1947 года составляла 1,0 тыс. км².
Калаи-Лябиобский район был образован в составе Таджикской ССР в 1936 году, путём выделения из Хаитского района. Центром района был назначен кишлак Калаи-Лябиоб.
В 1938 году Калаи-Лябиобский район был отнесён к Гармскому округу, а 27 октября 1939 года — к Гармской области.
В состав района к 1939 году входило 7 кишлачных советов (к/с). Их число оставалось неизменным до момента упразднения района.
12 августа 1949 года Калаи-Лябиобский район был объединён с Хаитским районом в новый Таджикабадский район.